# NGC 3058A
NGC 3058A في الفهرس العام الجديد، هي مجرة، تقع في كوكبة الشجاع. اكتشفت بواسطة فرانسيس ليفنوورث في عام 1886.

## روابط خارجية
- NGC 3058A على موقع ويكي سكاي: DSS2, SDSS, GALEX, IRAS, Hydrogen α, X-Ray, Astrophoto, Sky Map, Articles and images